# Extreme Noise Terror
Az Extreme Noise Terror egy brit grindcore/crust punk/hardcore punk együttes, a műfaj egyik legkorábbi és nagyhatású zenekara.

## Története
1985-ben alakultak meg Ipswich-ben. A zenekart karrierjük kezdetén Dean Jones és Phil Vane énekesek, Pete Hurley gitáros, Jerry Clay basszusgitáros és Darren Olley dobos alkották. Az együttes jellemzői a politikai témájú szövegek, általában rövid időtartamú dalok és a gyorsaság. Megalakulásuk előtt Vane és Hurley játszottak már zenekarokban, amelyek a "Freestate" és a "Victims of War" neveket viselték. Ezekre a zenekarokra nagyrészt a Discharge hatott. Nevüket a holland Lärm hardcore punk zenekar egyik albumborítóján található feliratról kapták, Hurley szerint az "Extreme Noise Terror" név tökéletesen illett az együtteshez. Legelőször egy EP-t dobtak piacra, 1986-ban, amely split lemez volt a Chaos UK punkbandával. 1987-ben a legendás DJ, John Peel felfedezte az Extreme Noise Terrort, és bekerültek a "Peel Sessions" rádióműsorba. Az évek alatt lecserélődött a felállás, jelenleg mindössze Dean Jones énekes az egyetlen eredeti tag.
Diszkográfiájuk a nagylemezeken kívül kilenc split lemezt, hét EP-t, négy koncertalbumot, egy DVD-t és egy válogatáslemezt tartalmaz.
Lemezkiadóik: Manic Ears, Head Eruption, Discipline, Vinyl Japan, Candlelight Records, Deathwish Records, Earache Records, Moshpit Tragedy, Osmose Productions, Strange Fruit, MCR Company, Farewell, Low Life, Willowtip Records.
Magyarországon eddig 2008-ban, 2013-ban és 2016-ban koncerteztek. 2008-ban a Blue Hell klubban játszottak, a Jack, a Gyalázat és a Depths of Depravity zenekarokkal. 2013-ban a Dürer Kertben koncerteztek, a Discharge-dzsal és a GBH-dzsel együtt. 2016-ban szintén a Dürerben léptek fel, a Rákosi, Diskobra, SxOxTxEx zenekarok társaságában.

## Tagok
Jelenlegi tagok
- Dean Jones - ének (1985-)
- Ollie Jones - gitár (2005-)
- Michael Hourihan - dobok (2008-2011, 2014-)
- Andi Marris - basszusgitár (2012-)
- Ben McCrow - ének (2014-)

## Diszkográfia
Stúdióalbumok
- A Holocaust in Your Head (1989)
- Retro-bution (1995)
- Damage 381 (1997)
- Being and Nothing (2001)
- Law and Retaliation (2008)
- Extreme Noise Terror (album) (2015)